# Hildon
 (septembre 2012).
Hildon est une bibliothèque logicielle de widgets pour les appareils mobiles sous Linux. Il inclut un navigateur de tâches pour démarrer ou changer d'application, un panneau de contrôle pour la configuration, et un environnement graphique (dérivé de GTK+). Il est disponible en standard sur la plateforme de développement Maemo utilisée par les tablettes internet Nokia (N770, N800, N810, N900).
Il est fourni avec Maemo Leste.